# Liste des clochers-murs du Puy-de-Dôme
Cet article recense les édifices religieux du Puy-de-Dôme, en France, munis d'un clocher-mur.

## Liste

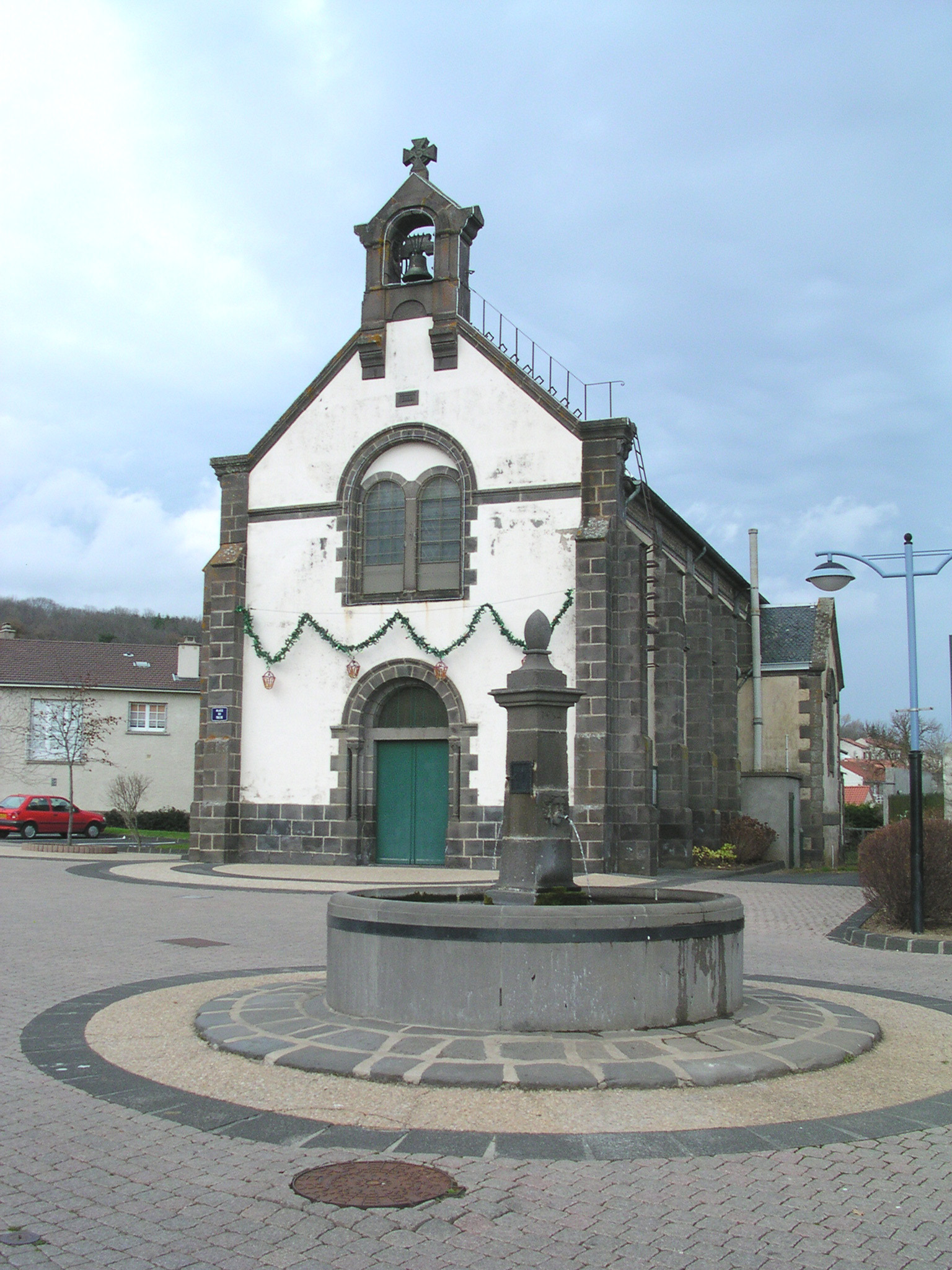
Argnat.
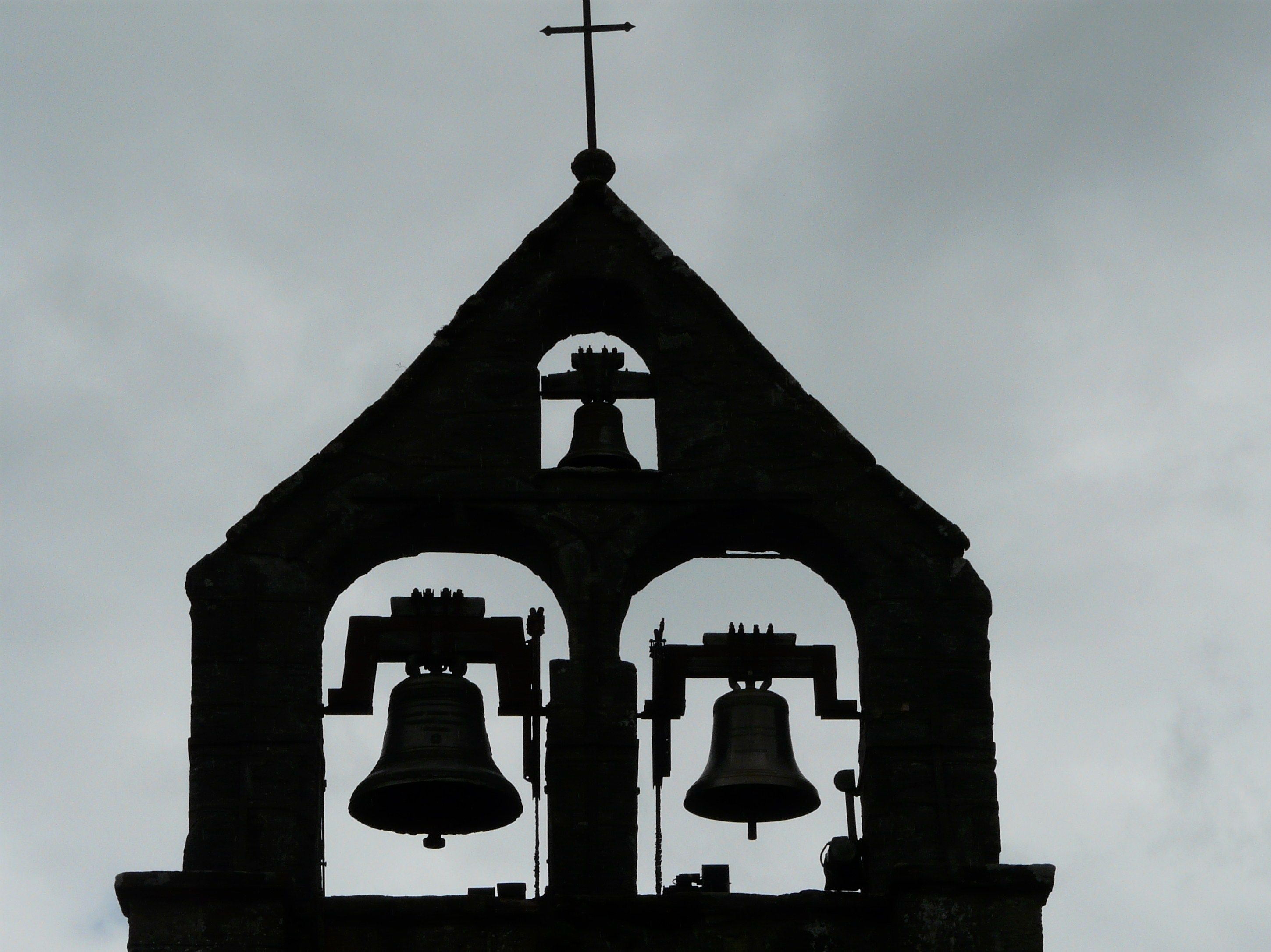
Labessette.

- Besse-et-Saint-Anastaise, église du hameau d'Anglard
- Labessette, église Notre-Dame
- Sayat, église du hameau d'Argnat
- Lisseuil, chapelle romane du hameau de Lisseuil, vierge romane du XIIe siècle